# Van Hasselts honingzuiger
Van Hasselts honingzuiger (Leptocoma brasiliana) is een zangvogel uit de familie Nectariniidae (honingzuigers). De vogelsoort wordt ook wel opgevat als een ondersoort van de purperkeelhoningzuiger (L. sperata), onder ander door BirdLife International. De vogel is genoemd naar Johan Conrad van Hasselt.

## Verspreiding en leefgebied
De supersoort purperkeelhoningzuiger (L. sperata s.l.) had een groot verspreidingsgebied. Deze afgesplitste soort komt (ondanks afsplitsing) voor in een groot gebied in Zuidoost-Azië. Er worden vijf ondersoorten onderscheiden:
- L. b. brasiliana: van noordoostelijk India en oostelijk Bangladesh tot Maleisië, Sumatra (en de eilanden nabij de westkust, uitgezonderd Simeulue), westelijk Java en Borneo.
- L. b. emmae: zuidelijk Indochina.
- L. b. mecynorhyncha: Simeulue (westelijk van Sumatra).
- L. b. eumecis: Anambaseilanden (oostelijk van Maleisië).
- L. b. axantha: Natuna-eilanden (noordwestelijk van Borneo).

## Status
Deze vogelsoort  heeft geen status op de Rode Lijst van de IUCN omdat  van Hasselts honingzuiger, inclusief de genoemde ondersoorten, wordt beschouwd als een ondersoort van de purperkeelhoningzuiger (L. sperata s.l.).